# Чистяков, Николай Васильевич
Ещё фильм Сверстницы
Никола́й Васи́льевич Чистяко́в (1890—1966) — советский актёр театра и кино.

## Биография
Родился 29 ноября 1890 года в Вышнем Волочке.
Учился в Московском коммерческом училище, в 1910—1913 годы — на химическом факультете Политехнического института.
В 1913—1914 годы проходил службу в Царской Армии.
В 1923—1931 — артист Московского театра Революции, в 1931—1932 — артист Центрального театра Красной Армии, в 1932—1933 — артист Московского театра Оперетты, в 1935—1937 — артист ГосТИМ, в 1937—1941 — артист Московского театра имени Ленсовета, в 1941—1943 — артист Московского театра Драмы, в 1943—1945 — артист Московского театра Сатиры, в 1945—1953 — артист Московского драматического театра.
Умер в 1966 году.

## Награды и звания
Награждён медалью «В память 800-летия Москвы» (1948).

## Творчество

### Фильмография
1. 1952 — Ревизор — Степан Иванович Коробкин, отставной чиновник, почётное лицо в городе
2. 1953 — Адмирал Ушаков — Марко Иванович Войнович, адмирал
3. 1953 — Налим — барин
4. 1954 — Мы с вами где-то встречались — пенсионер
5. 1955 — Белый пудель — доктор
6. 1956 — Безумный день — отдыхающий на крыше дома отдыха «Липки»
7. 1956 — Обыкновенный человек — старик
8. 1956 — Первые радости — доктор
9. 1957 — Девушка без адреса — попутчик в поезде
10. 1957 — Огненные вёрсты
11. 1957 — Тайна двух океанов